# Veidebreen
De Veidebreen is een gletsjer op het eiland Edgeøya, dat deel uitmaakt van de Noorse eilandengroep Spitsbergen.

## Geografie
De gletsjer is west-oost georiënteerd en heeft een lengte van meer dan acht kilometer. Hij komt vanaf de Digerfonna en mondt uiteindelijk via gletserrivieren in het zuiden via Dyrdalen uit in het uiterste noorden van fjord Tjuvfjorden.
Op ongeveer vijf kilometer naar het zuiden ligt de gletsjer Skarvbreen en ongeveer tien kilometer naar het noordoosten de gletsjer Gandbreen.